# ELO 2
ELO 2 is het tweede studioalbum van de Britse rockgroep Electric Light Orchestra. In de Verenigde Staten werd het uitgebracht als Electric Light Orchestra II en het staat ook wel bekend als ELO II.

## Inleiding
ELO II had als werktitel The lost planet, die titel verdween langzaam naar de achtergrond. ELo kreeg te maken met een wisseling in de personele samenstelling. Roy Wood richtte Wizzard op en nam Bill Hunt en Hugh McDowell mee. ELO zocht vervanging in de klassiek geschoolde cellist Colin Walker (Royal Academy of Music), violist Wilfred Gibson, toetsenist Richard Tandy (al aanwezig op de podia, maar moest zich nog wel de Moog eigen maken) en bassist Mike de Albuquerque. Het geheel zorgde voor een The Beatlesachtig album.
Wood zou nog wel op twee tracks meespelen; hij speelde bas en/of cello op In Old England Town en From the Sun. Het Europese versie van het album werd gestoken in een hoesontwerp van Hipgnosis, waarbij een lampje met ELO2 door de ruimte zweeft terwijl een meteoor voorbij raast. De Amerikaanse versie kreeg een geheel andere afbeelding mee. Het is het eerste album waarbij ELO wordt vermeld in plaats van de volledige naam.
Opvallend is de lengte van de tracks; er staat niet echt een kort nummer op dat als single uitgegeven kon worden. Het werd daarom achteraf gezien als het minst commerciële album dat ELO zou voortbrengen. Een tot 4:32 ingekorte versie van Roll Over Beethoven werd wel als single uitgegeven, werd een ELO-klassieker (signature-song) en sleepte ELOe sommige albumlijsten in. Daartegenover staat dat toch ook het langste stuk Kuiama van meer dan elf minuten populair was bij bandleden en fans.

## Nummers
Alle nummers zijn geschreven door Jeff Lynne, behalve waar aangegeven.

| Nr. | Titel                              | Duur |
| --- | ---------------------------------- | ---- |
| 1.  | In Old England Town (Boogie No. 2) | 6:56 |
| 2.  | Mama                               | 7:03 |
| 3.  | Roll Over Beethoven (Chuck Berry)  | 8:10 |

| Nr. | Titel                                    | Duur  |
| --- | ---------------------------------------- | ----- |
| 1.  | From the Sun to the World (Boogie No. 1) | 8:20  |
| 2.  | Kuiama                                   | 11:19 |

### US bonustracks (2006 Reissue)
| Nr. | Titel                                       | Duur |
| --- | ------------------------------------------- | ---- |
| 6.  | In Old England Town (Instrumental)          | 2:43 |
| 7.  | Baby, I Apologise                           | 3:43 |
| 8.  | In Old England Town (Take 1, Alternate mix) | 6:56 |
| 9.  | Roll Over Beethoven (Take 1) (Berry)        | 8:15 |

## Nasleep
Om het album te promoten deed ELO ook Nederland aan. Op 11 mei 1973 had Paul Acket ze ondergebracht in de concertzaal De Doelen te Rotterdam, een avond voor Gilbert O'Sullivan. Er werd diverse keren in de Nederlandse bladen geadverteerd, maar er kwamen “slechts” circa 300 mensen op af. Elly de Waarden Gertjan van Ommen zagen een boeiend optreden, waarbij ze naast de synthesizers toch ook “echter muziekinstrumenten” had gezien en gehoord. Beiden vermeldden het uitzonderlijke Kuiama. ELO zou terugkomen voor het Pinkpop 1973, maar zegde af; ze werden vervangen door Wishbone Ash. ELO maakte zich op voor een Amerikaanse tournee. OOR's Pop-encyclopedie versie 1979 vond het het minst geslaagde album van ELO.
In Engeland, de Verenigde Staten en Canada haalde het noteringen in de albumlijsten. Het album kreeg na de oorspronkelijk uitgifte keer op keer heruitgave, die steeds uitgebreider werden met bonustracks en zelfs een bonus-cd met daarop de demo’s etc. onder de oorspronkelijke titel The lost planet. Oudlid Carl Wayne is dan op diverse tracks terug te vinden.
Jeff Lynne
Roy Wood · Bev Bevan · Bill Hunt · Steve Woolam · Rick Price · Richard Tandy · Mike Edwards · Wilfred Gibson · Hugh McDowell · Andy Craig · Colin Walker · Mike de Albuquerque · Mik Kaminski · Louis Clark · Kelly Groucutt · Melvyn Gale · Dave Morgan · Martin Smith · Marc Mann · Matt Bissonette · Gregg Bissonette · Peggy Baldwin · Sarah O'Brien · Rosie Vela